# Инцидент в храме Хоннодзи
Инцидент в храме Хоннодзи — события в Киото 21 июня 1582 года (2-й день шестого месяца по японскому лунному календарю, 10-й год Тэнсё), которые привели к смерти первого объединителя Японии Оды Нобунаги. Последний, находившийся со своей свитой в храме Хоннодзи, был окружён войсками внезапно взбунтовавшегося вассала Акэти Мицухидэ. После взятия храма штурмом Нобунаге пришлось совершить сэппуку.

## Инцидент
29 числа пятого месяца, во время подготовки кампании против рода Мори, Ода Нобунага остановился в Киото. Он собирался лично возглавить войска, часть которых уже вела бои с противником. На подмогу им были высланы силы военачальника Акэти Мицухидэ. Однако ночью 2-го числа Акэти вернулся с армией в столицу и окружил храм Хоннодзи, где находился Нобунага со свитой. Он взял храм штурмом, и Нобунага, охраняемый только небольшим числом телохранителей и слуг, был вынужден совершить харакири. Сын Нобунаги, Ода Нобутада, был окружён в усадьбе Нидзё и после упорного боя тоже покончил с собой.
Существует несколько гипотез о том, что побудило Акэти восстать против сюзерена. Он либо хотел отомстить Нобунаге за побои и притеснения, которые терпел на службе, либо стремился захватить власть, либо выполнял заказ врагов и соперников Ода — императора Огимати, бывшего сёгуна Ёсиаки, Тоётоми Хидэёси, Токугава Иэясу.
В Киото сразу после гибели Ода начались массовые беспорядки и грабежи, которые продолжались две недели. Тоётоми Хидэёси и Токугава Иэясу сразу поспешили в Киото, чтобы отомстить за смерть Нобунаги и занять его место. Первым успел Хидэёси, который в битве при Ямадзаки 13-го числа разбил Мицухидэ. Тот спасся бегством, на следующий день был ранен в стычке с крестьянами и после этого покончил с собой.

## В культуре
Инцидент показан в фильмах «Ода Нобунага» (режиссёр Накадзима Садао, 1989), «Шея» (режиссёр Такэси Китано, 2023).